# Ley Matampi
Vumi Ley Matampi, (Kinshasa, 18 de abril de 1989) é um futebolista congolês que atua como goleiro no JS Bazano da República Democrática do Congo.

## Carreira
Em novembro de 2013, o Mazembe emprestou Matampi ao Kabuscorp pelo período de uma época. Ao término do contrato de empréstimo, Matampi alegou atrasos salariais, porém o clube refutou tais acusações, alegando que o jogador teria falsificado seu passaporte para ser registado no Girabola como jogador angolano e que ele também havia sido multado em várias ocasiões por faltar aos treinos.
Em 2014, o Motema Pembe assinou um contrato de empréstimo de dois anos com Matampi. Após o fim do empréstimo com os Imaculados, ele tentou assinar um contrato de três meses com o Sharks XI, pois acreditava que não teria oportunidades no Mazembe. Entretanto, os Corvos recusaram-se a liberá-lo, alegando que o Sharks XI não havia contatado o Mazembe para iniciar as negociações, resultando no cancelamento da transferência.
Em março de 2018, Matampi decidiu não renovar seu contrato com o Mazembe. Quatro meses depois, ele assinou um contrato de um ano com o Al-Ansar, da Arábia Saudita. Sua estreia pela equipa ocorreu em 26 de agosto, durante um jogo particular contra o Alexandria Petroleum Club do Egito. No entanto, deixou o clube em maio de 2019.
Em 29 de outubro de 2019, Matampi assinou um contrato de um ano com o FC Renaissance. No dia 6 de novembro de 2019, fez sua estreia pelos Oranges em uma vitória por 1 a 0 contra o JS Bazano, pela Linafoot.
Ao término de seu contrato, Matampi deixou o Renaissance para assinar com o Saint-Éloi Lupopo. Em julho de 2021, renovou seu vínculo com o clube até 2023, porém não cumpriu integralmente o contrato, solicitando a rescisão em julho de 2022.
Após três meses sem clube, Matampi assinou um contrato de uma época com o JS Bazano.

## Títulos
- Campeonato Nacional de Futebol da República Democrática do Congo em 2005 e 2008 com DC Motema Pembe. E em 2012 e 2013 com Tout Puissant Mazembe.
- Vencedor do CHAN 2016 com a República Democrática do Congo.